# Jimena
Jimena – gmina w Hiszpanii, w prowincji Jaén, w Andaluzji, o powierzchni 48,04 km². W 2011 roku gmina liczyła 1399 mieszkańców.